# Jacob Tullin Thams
Jacob Tullin Thams (Oslo, 7 de abril de 1898-Oslo, 27 de julio de 1954) fue un deportista noruego que compitió en salto en esquí y vela.
Participó, como saltador en esquí, en dos Juegos Olímpicos de Invierno en los años 1924 y 1928, obteniendo una medalla de oro en Chamonix 1924 en el trampolín grande individual. Ganó dos medallas de oro en el Campeonato Mundial de Esquí Nórdico, en los años 1924 y 1926.
Además, compitió en los Juegos Olímpicos de Berlín 1936 en vela, obteniendo una medalla de plata en la clase 8 Metre.

## Palmarés internacional
| Juegos Olímpicos   | Juegos Olímpicos   | Juegos Olímpicos | Juegos Olímpicos |
| Año                | Lugar              | Medalla          | Prueba           |
| ------------------ | ------------------ | ---------------- | ---------------- |
| 1924               | Chamonix (Francia) | Medalla de oro   | TG individual    |
| Campeonato Mundial |                    |                  |                  |
| Año                | Lugar              | Medalla          | Prueba           |
| 1924               | Chamonix (Francia) | Medalla de oro   | TG individual    |
| 1926               | Lahti (Finlandia)  | Medalla de oro   | TG individual    |

| Juegos Olímpicos | Juegos Olímpicos  | Juegos Olímpicos | Juegos Olímpicos |
| Año              | Lugar             | Medalla          | Clase            |
| ---------------- | ----------------- | ---------------- | ---------------- |
| 1936             | Berlín (Alemania) | Medalla de plata | 8 Metre          |